# Station Kamienna Namysłowska
Station Kamienna Namysłowska is een spoorwegstation in de Poolse plaats Kamienna.